# Ferdinand Hrdliczka
Ferdinand Hrdliczka (* 24. Oktober 1860 in Morawetz, Mähren; † 23. November 1942 in Wien) war ein österreichischer Chemiker und Foto-Industrieller, Gründer und Gesellschafter der Firmen Herlango, sowie Lainer & Hrdliczka.

## Werdegang
Ferdinand Hrdliczka erlernte bei Jakub Husník in Prag den Lichtdruck, was für seinen späteren Lebensweg entscheidend wurde. 1883 errichtete er die erste Lichtdruckanstalt in Wien. Bald nach Gründung der k.k. Graphischen Lehr- und Versuchsanstalt wurde er von deren Direktor Josef Maria Eder dorthin verpflichtet, wo er einige Jahre tätig war.
1893 gründete Hrdliczka eine Fabrik für Zelloidinpapier und später für andere photographische Papiere, die 1913 mit der photographischen Großhandlung Langer & Co zur Vereinigte Photographische Industrien Langer & Comp - F.Hrdliczka fusionierte und 1915 mit der Kamerafabrik Goldmann in Wien unter dem Titel Herlango, Aktiengesellschaft für Photographische Industrie, vereinigt wurde. 1926 vereinigte Hrdliczka Herlango mit der Trockenplatten- und Papierfabrik Alexander Lainers zur Firma Lainer & Hrdliczka in Wien. Ferdinand Spinnler, der Enkel von Hrdliczka, leitete bis zu seinem frühen Tod im Jahre 1951 die Firma. 1968 ist die Firma Lainer & Hrdliczka erloschen, 1992 wurde die weitergeführte Tochtergesellschaft Herlango an die Niedermeyer AG verkauft.
Hrdliczka gehörte 48 Jahre der Photographischen Gesellschaft in Wien als Mitglied an. Ferdinand Hrdliczka war durch seinen Bruder, den Holzindustriellen Max Hrdliczka (Gründer der Impregna AG, Bystrice pod Hostynem/Mähren), verschwägert mit dem Chemiker Victor Alder, Wien.